# Finkarsbäcken
Finkarsbäcken är ett naturreservat i Umeå kommun i Västerbottens län.
Området är naturskyddat sedan 2016 och är 34 hektar stort. Reservatet ligger vid västra stranden av havsviken Tavlefjärden. Reservatet består av granskog och sumpmark med gråal.